# Alex Schomburg
Pour les articles homonymes, voir Schomburg.
Antonio Alejandro Schomburg, ou Alex Schomburg, né le 10 mai 1905 à Porto Rico et décédé le 7 avril 1998 à Hillsboro, Oregon, est un illustrateur de comics américain.

## Biographie

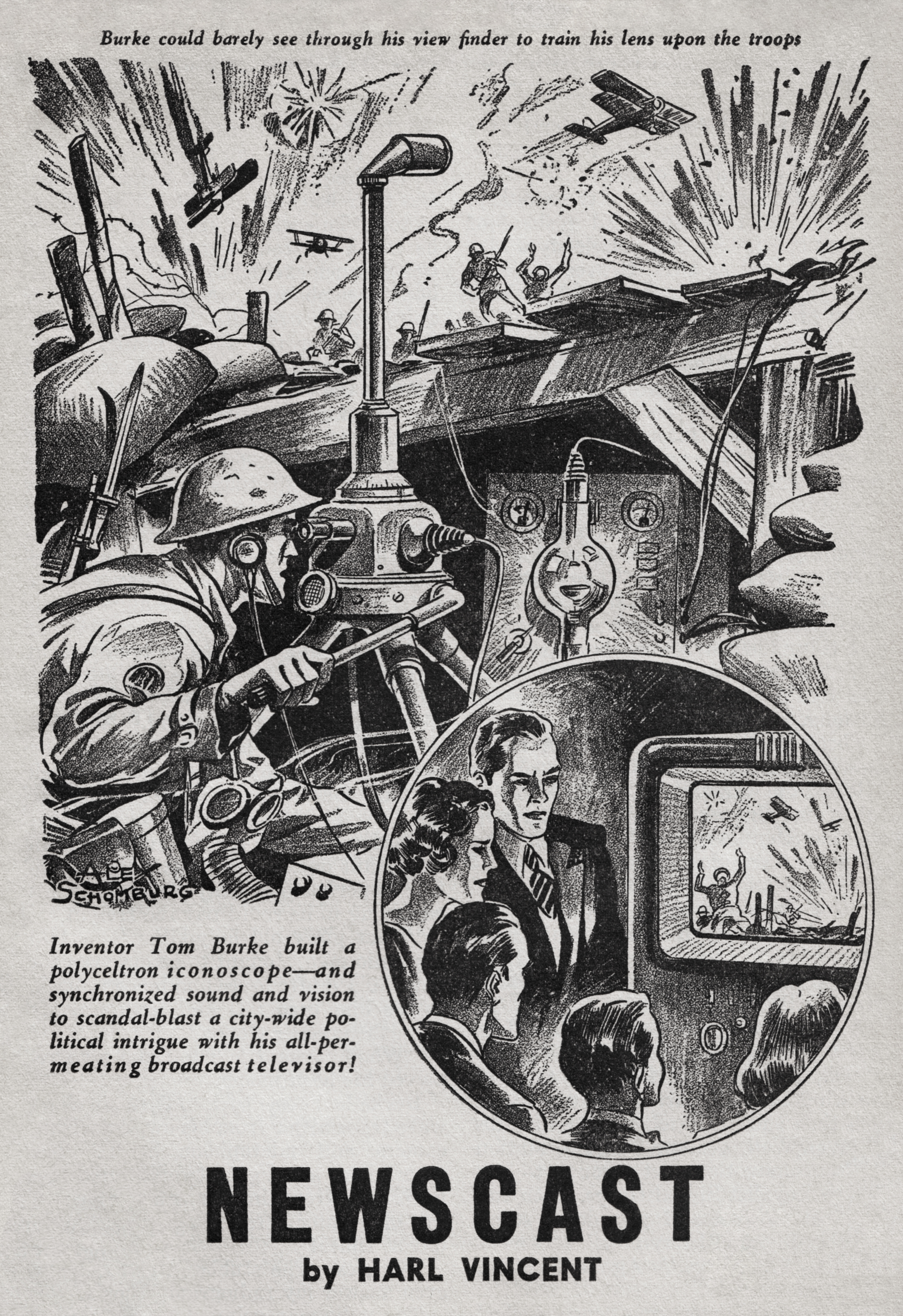
Illustration pour Newscast par Harl Vincent, édition d'avril-mai 1939 de Marvel Science Stories

Alex Schomburg est né à Porto Rico le 10 mai 1905. Son père, Guillermo Schomburg, était ingénieur des travaux publics et géomètre.
Alex Schomburg s'installe à New York en 1917, où il rejoint ses frères aînés. Il commence à travailler en 1923 aux côtés de trois de ses frères pour des vitrines, des enseignes... De 1928 il travaille pour le National Screen Service (en), où il fait notamment des bandes annonces. Il collabore avec la NSS jusqu'en 1944.
Parallèlement, dans les années 1930, il travaille pour Better Publications sur des pulps, dont Thrilling Wonder Stories, Flying Aces (en)...
Dans les années 1940, il travaille pour Timely Comics, notamment sur Captain America, Namor, la Torche humaine, Le Frelon vert... Il réalise entre 500 et 600 couvertures flamboyantes et denses où figurent explosions, flammes, fusils, couteaux, Nazis, soldats japonais et jolies filles appelant à l'aide, typiques de l'âge d'or des comics.
Au début des années 1950, Alex Schomburg abandonne les comics et réalise des couvertures et des illustrations pour des magazines de science-fiction, notamment Science-Fiction Plus et  Galaxy Science Fiction, ou d'astrologie ainsi que pour des romans.
En 1977, avec des amis de la période de l'âge d'or des comics, il collabore à un Annual des Envahisseurs, écrit par Roy Thomas. Il dessine et encre un chapitre de 6 pages figurant la première Torche humaine.

## Prix et récompenses
- 1984 : Prix Frank R. Paul (en)
- 1985 : Prix Inkpot
- 1986 : Prix Chesley pour l'ensemble de son œuvre
- 1989 :
  - Prix spécial de la 47e (en) World Science Fiction Convention pour l'ensemble de son œuvre
  - Prix pour l'ensemble de son œuvre au festival de Kansas City
- 1990 : Temple de la renommée First Fandom (en)
- 1999 : Temple de la renommée Will Eisner (à titre posthume)